# Thursday
Thursday (рус. Четверг) — американская пост-хардкор-группа основанная в городе Нью-Брансуик, штат Нью-Джерси в 1997 году. В состав группы входят следующие участники: Джефф Рикли (вокал), Том Кили (бэк-вокал, соло-гитара), Стив Педалла (бэк-вокал, ритм-гитара), Тим Пэйн (бас-гитара), и Такер Рул (барабаны). В конце 1999 года группа выпустила дебютный альбом Waiting, а в 2000 году группу покидает гитарист Билл Хэндерсон. В 2001 году вышел Full Collapse, первый альбом с мейджор-лейбла. Затем в 2003 году вышел War All the Time, который достиг 7 строчки в чарте Billboard Top 200 Albums.
Группа причисляется к второй волне эмо-рока. На данный момент выпущено 6 альбомов.

## История

### Создание и альбомWaiting(1997—2000)
Группа была основана в 1997 году вокалистом Джеффом Рикли, гитаристом Томом Кили, гитаристом Биллом Хэндерсон, басистом Тим Пэйн и барабанщиком Такер Рул. Группа начала играть подвальные концерты в Нью-Брансуике и прилегающих районах Нью-Джерси и Нью-Йорка, сыграв свое первое официальное шоу 31 декабря 1998 года.
Летом 1999 года опубликовала на сайте MP3.com несколько демозаписей, которые составили первый неофициальный релиз группы — мини-альбом 1999 Tour. Дебютный альбом Waiting был выпущен в январе 2000 года на лейбле Eyeball Records.

### Full Collapse(2001—2002)
В 2001 году, группа подписала контракт с Victory Records. После подписания они были предупреждены своими друзьями, что они «попали в ситуацию, о которой вы будете сожалеть». Участники группы не поняла, что они имели в виду, но думали, что все будет хорошо благодаря их контракту с лейблом. Сначала они думали, что часть контракта означает, что они могут подписать контракт с другим лейблом, если захотят. Однако они поняли, что сделка фактически гласила, что они могут покинуть Victory только в том случае, если они присоединятся к мейджор-лейблу, что, по их мнению, было «по меньшей мере надуманной идеей». Позже в том же году они выпустили свой второй альбом Full Collapse, в конечном итоге достигнув 178 — го места в Billboard 200. Прежде чем участвовать в Warped Tour, группа посетила офисы Victory и узнала о фирменных подушках whoopee, которые лейбл планировал продавать во время тура. Вокалист Джефф Рикли обсудил этот вопрос с основателем Victory Тони Бруммелем и, по словам группы, ответил, что Victory «была большой компанией и что у них не было времени управлять всем вместе».
В ряде случаев группа пыталась наладить более тесную связь с лейблом в отношении продвижения. Однажды Бруммель сообщил им, что Thursday не оправдывают его ожиданий. Некоторое время спустя группа гастролировала с Saves the Day. Бруммель стал более позитивным в общении, часто звонил группе «просто чтобы поздороваться или спросить, как идут продажи пластинок на концертах.» Группа была разочарована тем, что его позитивности «не было с самого начала. … Вместо того, чтобы отношения Тони с нами основывались на любви к музыке, они были полностью основаны на цифрах.» Новообретенная популярность группы и отвращение к лейблу привели к внутренним проблемам, которые едва не привели группу к распаду. Эта ситуация привела к созданию EP Five Stories Falling, релиз которого группа использовала для выполнения договорных обязательств с Victory Records. На концертах группа обычно говорила фанатам не покупать EP, а вместо этого скачать «Jet Black New Year», единственную новую студийную запись, найденную на EP, а остальная часть состояла из живых выступлений четырёх песен Full Collapse. Группа, которая «ничего не понимала в крупных лейблах», размышляла о других независимых лейблах, к которым они присоединятся. Однако из-за их контракта им не разрешили бы перейти на другой независимый лейбл. На протяжении всего 2001 года люди с крупного лейбла Island Records посещали концерты группы с тех пор, как они стали полноценными гастрольными группами. Вскоре после этого лейбл выразил заинтересованность в подписании контракта с группой.

### War All The Time(2003—2005)
В конце мая 2002 года, группа подписала контракт с мэйджор-лейблом Island Records. До этого момента, Full Collapse продался в количестве более 111 000 копий. 9 сентября подписание контракта с Island Records было официально завершено, после переговоров о заключении контракта с Victory Records. Контракт требовал, чтобы материнская компания Island/Def Jam выкупила контракт у Victory на следующие два альбома группы. Рикли сказал, что в результате сделки, Victory Records получила 1 200 000 долларов, что означало, что группа будет «[оплачивать] этот счет до тех пор, пока мы будем на новом лейбле». Кроме того, их следующие два альбома должны были иметь логотип Victory.
В ожидании их нового релиза, Рикли хотел, чтобы их следующий альбом был «действительно агрессивным и прогрессивным… и есть все эти идеи, раздвигающие границы». В сентябре и октябре группа отправилась в тур Plea for Peace и планировала работать над своим следующим альбомом после окончания туров. Группа заявила, что у них накопилось много идей, но они не смогли работать над ними из-за гастролей. В середине ноября группа начала писать новый материал.
После процесса написания и записи, который занял всего шесть месяцев, группа выпустила свой третий альбом и дебют на Island — War All The Time 16 сентября 2003 года, получив признание критиков и высокие коммерческие показатели. Альбом стал первым с участием клавишника Эндрю Эвердинга, хотя он стал официальным участником группы в декабре 2004 года, когда его официально приняли в группу на рождественском праздничном шоу, проходившем в бальном зале Starland в Сайревилле, штат Нью-Джерси. Название альбома в сочетании с тем, что он был выпущен примерно через два года после террористических атак 11 сентября 2001 года, заставило многих критиков поверить, что это политический альбом; однако Рикли отрицал это во многих случаях, вместо этого утверждая, что он говорит о том, что любовь — это война. С альбомы вышли 2 сингла — Signals Over The Air и War All The Time, хотя последнему уделялось значительно меньше внимания из-за того, что MTV запретил видеоклип за спорный материал, включающий поддельную ленту новостей, которая казалась реальной, и подростков, в которых целились из ружья.
Группа много гастролировала в поддержку альбома, с такими группами, как AFI, Thrice, Coheed and Cambria. Во время этих туров, группа провела множество акустических сессий в различных магазинах Tower Records и других музыкальных магазинах. Группа также записала акустическую сессию в прямом эфире для Y100 Sonic Sessions, радиопрограммы на ныне несуществующей филадельфийской радиостанции Y100. Живая акустическая версия сингла «Signals Over the Air» была использована на 8-м томе Y100 Sonic Sessions. Группа выпустила два EP: первый был выпущен в прямом эфире в магазинах Сохо и Санта-Моники и продавался исключительно на iTunes, а второй был рекламным роликом, найденным в Revolver, названный Live In Detroit EP.
В 2004 году группа взяла бессрочный перерыв, сославшись на давление лейбла, обширные гастроли и проблемы со здоровьем в качестве причин. Тем не менее, 25 августа 2005 года Thursday воссоединились и выступили на благотворительном выступлении по сохранению музыкального клуба CBGB в Нью-Йорке, которое транслировалось в прямом эфире через веб-сайт CBGB.

### A City By The Light Dividedи сплит с группой Envy (2006—2008)
Осенью 2005 года, во время записи нового альбома, пять демоверсий новых песен были украдены с iPod’а менеджера группы «My American Heart» и попали в Интернет. Группа на своём официальном сайте заявила что расстроена тем, что песни утекли в сеть. Но позже участники сказали, что рады от того, что люди проявляют большой интерес к их музыке. На одной из демозаписей была песня At This Velocity, и группа пообещала, что выпустят её на будущем альбоме. Три другие песни («The Other Side of the Crash/Over and Out (Of Control)», «Telegraph Avenue Kiss» и «Autumn Leaves Revisited») также войдут в альбом, в то время как оставшаяся «Last Call» появится на их пятом альбоме Common Existence. Альбом сначала хотели сделать двойным, но потом отказались от этой идеи, заявив «даже Beatles не смогли заполнить два диска достаточно цельным (solid) материалом».
Альбом A City By The Light Divided вышел 2 мая 2006 года, с лейбла Island. Релиз был спродюсирован Дейвом Фридманом, став первым полноформатным альбомом группы, не спродюсированным Сэлом Вильянуэвой. Название было создано Джеффом Рикли путем объединения двух строк из стихотворения Октавио Паса Sunstone. Альбом был доступен для предварительного прослушивания на странице группы на MySpace 18 апреля 2006 года, за две недели до его официального релиза. Пластинка в целом была хорошо принята критиками, и вышли такие синглы, как Counting 5-4-3-2-1 и At This Velocity, хотя последнему уделялось значительно меньше внимания.
Во время частного шоу, которое они дали 3 мая 2007 года в Нью-Йорке, давний друг и менеджер артиста Дэвид «Rev» Чианчио сделал предложение своей невесте на сцене. Thursday выступила 5 мая на The Bamboozle под ненастоящем названием Bearfort. Позже, группа выпустила лайв-альбом Kill the House Lights, в котором были демозаписи, неизданные песни, кадры живых выступлений и документальный фильм о группе. Он был выпущен 30 октября 2007 года их бывшим лейблом Victory Records.
2 апреля 2008 года, группа на своей странице MySpace и на официальном сайте заявила о выпуске нового сплит-альбома с японской пост-хардкор группой Envy. Сплит Thursday/Envy был выпущен на лейбле Temporary Residence Limited 4 ноября 2008 года.

### Common Existence(2009—2010)
30 сентября 2008 года группа объявила, что они подписали контракт с Epitaph Records, в отношении своего нового лейбла группа заявила: «Это прекрасное чувство, когда лейбл поощряет вас быть более социально сознательным и политически активным». Thursday выпустили свой пятый альбом Common Existence 17 февраля 2009 года на Epitaph Records. В интервью в марте 2009 года Рикли объяснил, что название альбома относится к общему опыту человечества и что на многие песни повлияли слова его любимых поэтов и авторов: «Почти каждая песня на пластинке связана с другим автором. Первая песня, „Resuscitation of a Dead Man“, написана под влиянием „Resuscitation of a Hanged Man“ Дениса Джонсона. Другая песня основана на книге Мартина Эмиса „Стрела времени“. Во всём альбоме также есть много тем Роберто Болано, поэта, который написал „Детективы дикарей“ и другое. На песню „Circuits of Fever“ большое влияние оказал писатель Дэвид Фостер Уоллес.» Кормак Маккарти также оказал влияние на Рикли.
Thursday стали хедлайнером тура Taste of Chaos 2009 года при поддержке Bring Me the Horizon, Four Year Strong, Pierce The Veil, Cancer Bats и местных групп. Группа не была хорошо принята в этом туре, так как большинство зрителей пришли на концерты в основном для выступления Bring Me the Horizon, а гитарист Том Кили описал тур как «ужасный опыт».

### No Devolución,распад, и воссоединения (2011—н.в.)
Группа начала записывать свой следующий альбом в июле 2010 года в студии Tarbox Road во Фредонии, штат Нью-Йорк, с Дейвом Фридманом, который также продюсировал два предыдущих альбома группы. Их шестой альбом и второй релиз с Epitaph Records, No Devolución, был выпущен 12 апреля 2011 года. Джефф Рикли прокомментировал стиль нового альбома, заявив: «По стилю эта запись ощущается как радикальный отход от наших предыдущих записей, но по сути это похоже на возвращение. Песни стали более уязвимыми, чем когда-либо за долгое время. До сих пор это очень атмосферно и ориентировано на настроение». Рикли также заявил, что основная тема альбома — преданность.
22 ноября 2011 года группа опубликовала заявление на своем официальном сайте и в своем аккаунте в Twitter с надписью «Thanks & Love», в котором участники выразили намерение прекратить совместное создание музыки. Однако заявление о статусе группы было неоднозначным, в статье прямо не указывалось, распадаются ли они или находятся в бессрочном перерыве.
В январе 2013 года Джефф Рикли заявил во время интервью, что группа фактически распалась, и что термин «перерыв» вводит в заблуждение, поскольку он использовался только в том случае, если группа когда-либо решала снова выступить. Однако он указал, что у группы есть возможность выступать с концертами в будущем, но новый материал никогда не будет выпущен.
В 2016 году группа воссоединилась в прежнем составе. После туров, в 2019 снова распадается. И в 2020 вновь воссоединяется, но без клавишника Эндрю Эвердинга. В 2022 выходит лайв альбом их второго альбома - Full Collapse.  

## Участники

### Нынешние
- Джефф Рикли — вокал (1997—2011, 2016—2019, 2020-н.в.)
- Том Кили — гитара, бэк-вокал (1997—2011, 2016—2019, 2020-н.в.)
- Стив Педалла — гитара, бэк-вокал (2000—2011, 2016—2019, 2020-н.в.)
- Тим Пейн — бас-гитара (1997—2011, 2016—2019, 2020-н.в.)
- Такер Рул — барабаны (1997—2011, 2016—2019, 2020-н.в.)

### Бывшие участники
- Билл Хендерсон — гитара, бэк-вокал (1997—2000)
- Эндрю Эвердинг — клавишные, бэк-вокал (2004—2011, 2016—2019)

## Дискография
- Waiting (1999)
- Full Collapse (2001)
- Five Stories Falling EP (2002)
- War All The Time (2003)
- A City by the Light Divided (2006)
- Common Existence (2009)
- No Devolución (2011)